# Susie Amy
Susie Amy (Londra, 17 aprile 1981) è un'attrice britannica.

## Biografia
Figlia di Ron Amy, presidente della National Association of Pension Funds e di Evelyn Amy, insegnante, i suoi divorziano quando è piccola e il padre si risposa. Ha una sorella di nome Lynn che è genetista. Nel 2011 apre un blog di bellezza chiamato www.blusherandblogging.com ed è ambasciatrice britannica del marchio 'ARK Skincare'.

## Filmografia

### Cinema
- House of 9, regia di Steven R. Monroe (2005)
- Dead Fish, regia di Charley Stadler (2005)
- Lesbian Vampire Killers, regia di Phil Claydon (2009)
- Psych 9, regia di Andrew Shortell (2010)
- Pimp, regia di Robert Cavanah (2010)
- Bonded by Blood, regia di Sacha Bennett (2010)

### Televisione
- Dark Realm – serie TV, episodio 1x02 (2001)
- My Family – serie TV, episodio 2x04 (2001)
- Footballers' Wives – serie TV, 17 episodi (2002)
- Musketeers - Moschettieri (La Femme Musketeer), regia di Steve Boyum – film TV (2004)
- Hotel Babylon – serie TV, episodio 1x04 (2006)
- The Royal – serie TV, episodio 5x03 (2006)
- Doctors – soap opera, puntate 8x52-17x164 (2006-2016)
- New Street Law – serie TV, episodi 2x02-2x04-2x05 (2007)
- Coronation Street – soap opera, episodi 1x6692-1x6693-1x6697 (2007)
- Echo Beach – serie TV, 12 episodi (2008)
- Plus One – serie TV, episodio 1x01 (2009)
- Delitti in Paradiso (Death in Paradise) – serie TV, episodio 5x06 (2016)
- Hollyoaks – serie TV, 9 episodi (2018-2022)